# Золотий глобус (7-ма церемонія вручення)
6-та церемонія вручення нагород премії «Золотий глобус»

23 лютого 1950 року
Найкращий фільм: 

«Все королівське військо»
 < 6-та Церемонії вручення 8-ма >
7-ма церемонія вручення нагород премії «Золотий глобус» за заслуги в галузі кінематографу за 1949 рік відбулася 23 лютого 1950 року.

## Переможці та номінанти
Переможці виділені окремим кольором.

### Найкраща чоловіча роль
Бродерік Кроуфорд — «Все королівське військо»
- Річард Тодд — «Гаряче серце»

### Найкраща жіноча роль
Олівія де Гевілленд — «Спадкоємиця»
- Дебора Керр — «Едвард, мій син»

### Найкраща операторська робота
«Чемпіон» — Франц Планер
- «Все королівське військо»

### Найкращий режисер
Роберт Россен — «Все королівське військо»
- Вільям Вайлер — «Спадкоємиця»

### Найкращий фільм
«Все королівське військо»
- «Приходь до стайні»

### Найкращий фільм іноземною мовою
«Викрадачі велосипедів» (Італія)
- «Повалений ідол» (Велика Британія)

### Найкраща музика до фільму
«Ревізор» — Джон Грін
- «Все королівське військо» — Джордж Данінг

### Найкращий сценарій
«Поле битви» — Роберт Пірош
- «Мотузка з піску» — Вальтер Донігер

### Найкраща чоловіча роль другого плану
Джеймс Вітмор — «Поле битви»
- Девід Брайан — «Осквернитель праху»

### Найкраща жіноча роль другого плану
Мерседес Маккембридж — «Все королівське військо»
- Міріам Гопкінс — «Спадкоємиця»